# Exposició d'art

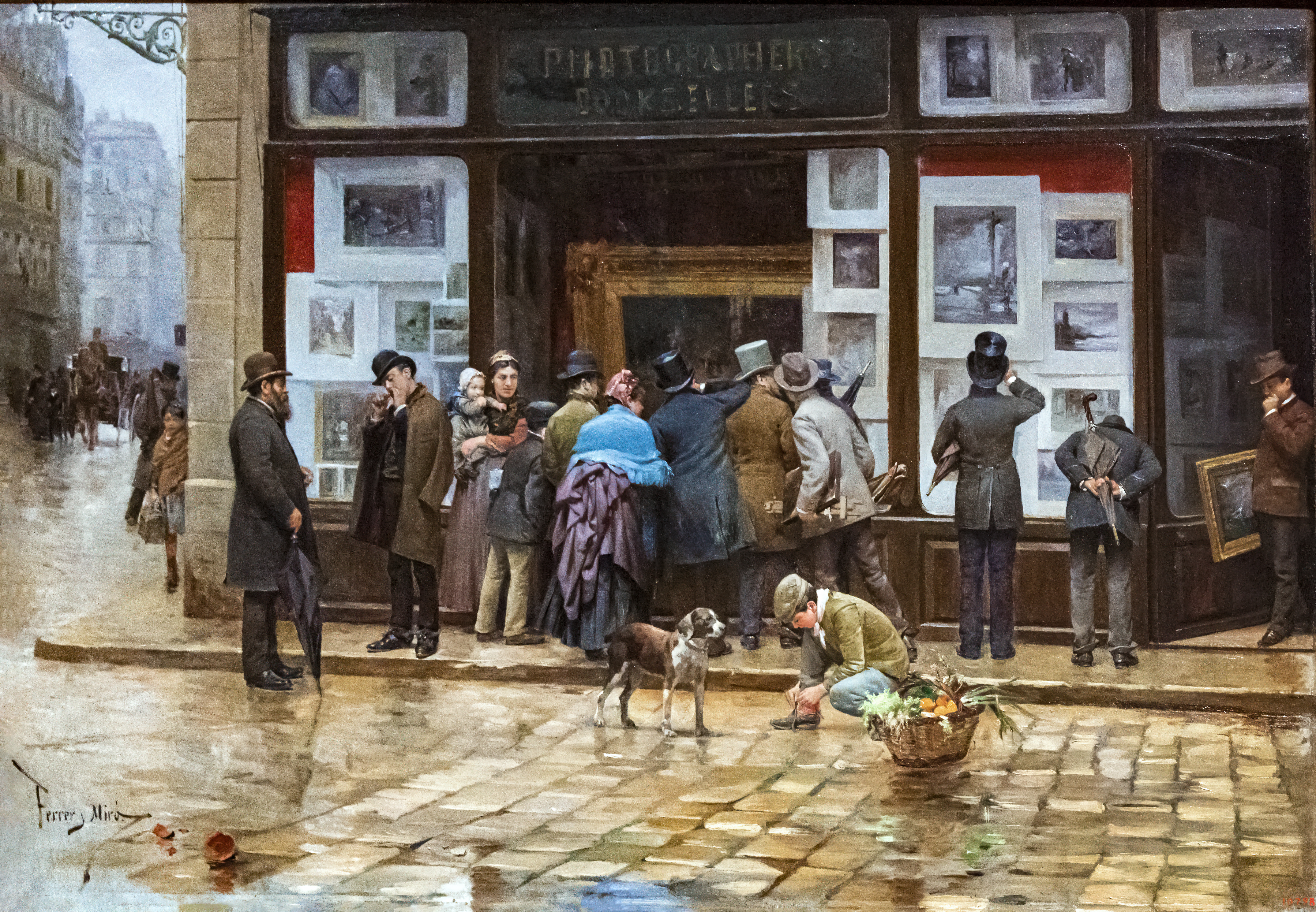
Exposició pública d'un quadre, un quadre que comenta el fet d'exposar obres d'art, conservat al MNAC.

Les exposicions d'art són exhibicions d'obres artístiques amb finalitat divulgativa o comercial. Alguns diferents tipus d'exposicions d'art són: Exposició permanent, exposició temporal, exposició individual o personal, exposició col·lectiva, exposició monogràfica, retrospectiva, exposició itinerant o exposició virtual.
En la seva forma actual són un producte típic del segle xix, quan amb la revolució liberal, el públic interessat en l'art es generalitzà, Tanmateix en segles anteriors ja hi havia exposicions públiques oficials d'obres d'art en llocs com París, on des del segle xvii se celebraven periòdicament els Salons. Aquest model anà imposant-se, en paral·lel a les seccions de Belles Arts de les nombroses Exposicions Universals que se celebraren a diverses ciutats del món.
Al mateix temps, però, també anaven proliferant les exposicions col·lectives organitzades per cooperatives de pintors, escultors, etc., que a Barcelona tingueren un auge especial els anys quaranta i cinquanta del segle xix amb la "Sociedad de Amigos de las Bellas Artes". Sovint s'instal·laven en edificis fets exprés com el que planejà el mestre d'obres Jeroni Granell i Mundet a la Gran Via de Barcelona el 1868.
Tanmateix el model que arrelà més i que fou més freqüent va ser el privat: La galeria d'art -com la Sala Parés de Barcelona- regida per un marxant que hi acollia constantment mostres col·lectives de diversos artistes, que en quedar un temps a la vista del públic acabaven venent-s'hi. Cap a finals del segle xix anà apareixent, primer molt esporàdicament i ja al nou segle amb més freqüència, l'exposició individual, que al llarg del segle xx ha proliferat extraordinàriament als milers de galeries d'art que emergeixen a les principals ciutats. És a través de les exposicions que s'ha portat a terme principalment la difusió de l'art i el col·leccionisme en l'edat contemporània.